# Şehsuvar Sultan
Şehsuvar Sultan (1682 – 16. dubna 1756), známá také jako Şehsuvar Kadinefendi nebo Valide Sultan Mari, byla konkubína osmanského sultána Mustafy II. a matkou sultána Osmana III.

## Biografie
Şehsuvar pocházela z bohaté srbské rodiny a jmenovala se Maria (turecky Mari). Stala se druhou hlavní konkubínou sultána Mustafy II. hned po Saliha Sultan, která byla matkou sultána Mahmuda I.
Žila v hlavním harému v Konstantinopoli. Jak bylo v těchto dobách tradicí, získala arabské jméno Şehsuvar. Společně se sultánem Mustafou měla pouze jednoho syna, následujícího sultána Osmana III.
Po událostech v Edirne byl Mustafa II. sezazen z trůnu svým bratrem Ahmedem III, který se stal novým sultánem. Mahmud I. Po jeho smrti nastoupil na trůn Osman III a tak se z Şehsuvar stala Valide Sultan.
Zemřela 16. dubna 1756 a byla pochována v Istanbulu o 11 dní později. Stavba její hrobky byla dokončena během vlády jejího syna Osmana III. a ten byl po své smrti pochován vedle ní.

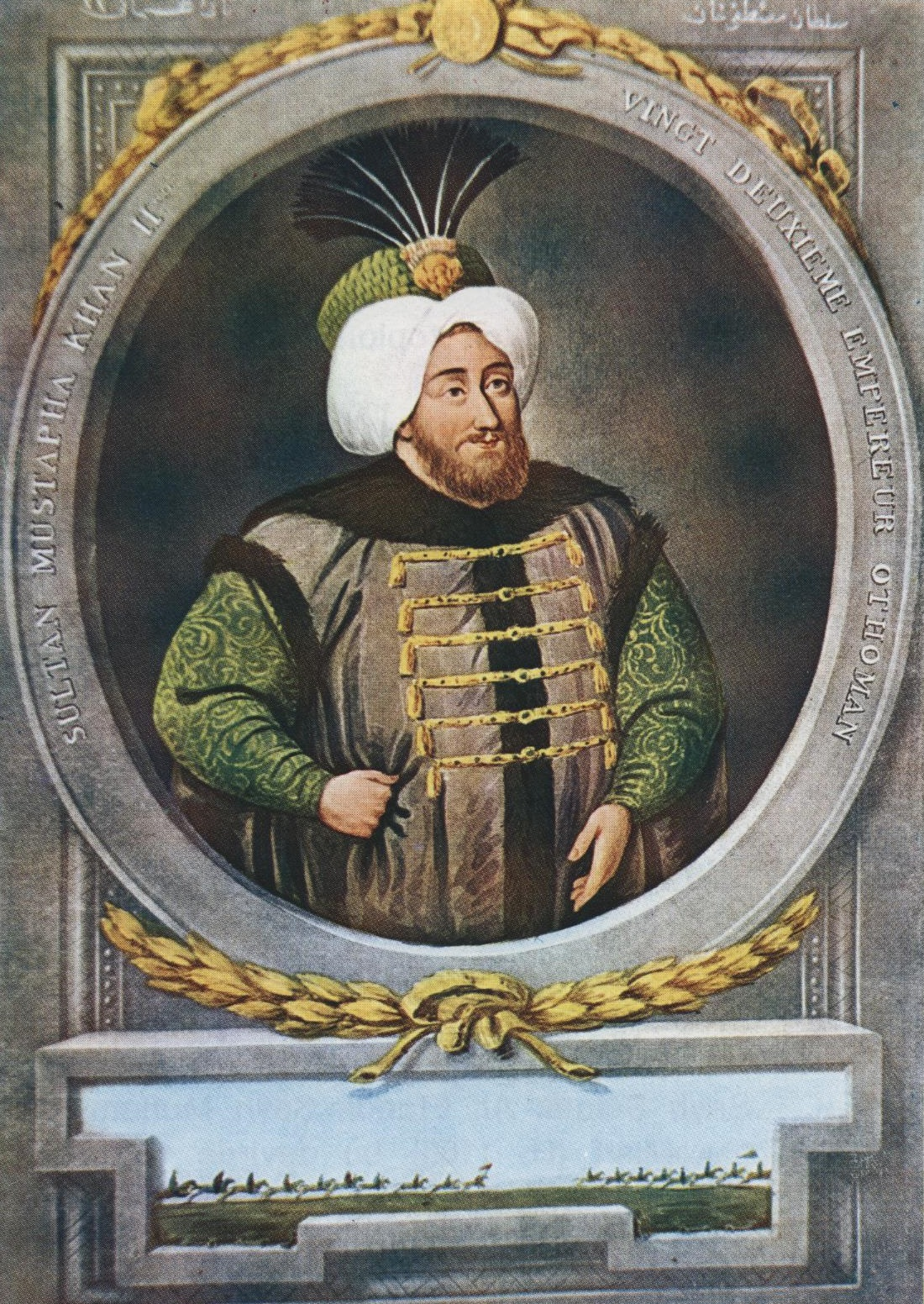
Sultán Mustafa II., manžel Şehsuvar
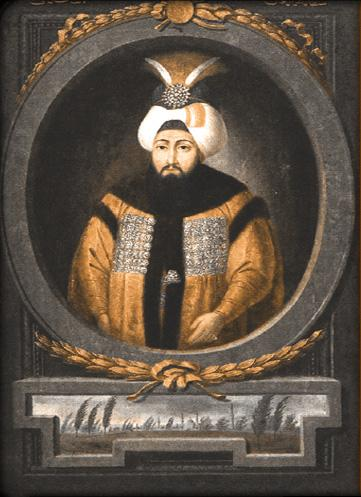
Sultán Osman III., syn Şehsuvar